# Mycedium elephantotus
Mycedium elephantotus là một loài san hô trong họ Pectiniidae. Loài này được Pallas mô tả khoa học năm 1766.